# Ebo punctatus
Ebo punctatus är en spindelart som beskrevs av Sauer och Norman I. Platnick 1972. Ebo punctatus ingår i släktet Ebo och familjen snabblöparspindlar. Inga underarter finns listade i Catalogue of Life.